# Fritz Künzli
Fritz Künzli (* 8. Januar 1946 in Glarus; † 22. Dezember 2019 in Zürich) war ein Schweizer Fussballspieler, der mit dem FC Zürich in den Jahren 1966 und 1968 zweimal in der Nationalliga A die Schweizer Fussballmeisterschaft gewann.

## Karriere

### Vereine
Als Neunjähriger fing der Gastwirtsohn aus Ennetbühls bei Ennenda in der Jugendabteilung des FC Glarus mit dem Fussballspiel an. Sechs Jahre später konnte er dank einer Spezialbewilligung in der ersten Mannschaft des Vereins spielen, der daraufhin in die 2. Liga (vierthöchste Klasse) aufstieg. 1963 war Künzli als 17-Jähriger in einer 2.-Liga-Auswahl, die auf dem Zürcher Letzigrund das Vorspiel zum Europacup-Achtelfinalspiel FC Zürich gegen Galatasaray Istanbul bestritt. Bereits 1964 erhielt Künzli im Gasthaus «Sonne», dem Betrieb seiner Eltern, ein Angebot des Grasshopper Club Zürich; der Vertreter des Clubs wurde allerdings von seinem Vater verjagt.
Edi Nägeli, Präsident des FC Zürich (FCZ), verpflichtete Künzli einige Tage später für einen geringen Betrag von 8000 Franken, und der Stürmer entwickelte sich rasch zum äusserst erfolgreichen Torjäger. In seinem zweiten Jahr in Zürich gewann er mit dem Verein 1966 das Double. Zum zweiten Gewinn des Meistertitels im Jahre 1968 steuerte er in 26 Spielen 28 Tore bei. Dreimal wurde er beim FCZ in den Jahren 1967, 1968 und 1970 Torschützenkönig in der Schweizer Liga. Vier Cupsiege errang er in den Jahren 1966, 1970, 1972 und 1973. Während seiner Zeit beim FCZ bildete er mit Jakob «Köbi» Kuhn, der im Mittelfeld das Spiel gestaltete, ein effizientes Duo. Beim ersten Meisterschaftsgewinn 1966 spielte Künzli an der Seite des Ex-Hamburgers Klaus Stürmer. Beim Cupsieg 1972 versorgte ihn Friedhelm Konietzka mit Vorlagen. 1973 wechselte er zum FC Winterthur, mit den Winterthurern erreichte er 1973 den Ligacup-Final und 1975 den Schweizer Cupfinal. Gegen Ende seiner Karriere spielte er für Lausanne-Sports und sicherte sich in der Saison 1977/78 zum vierten Mal die Torjägerkrone. Sein persönlicher Rekord von 201 Toren in 313 Spielen besteht in der Schweizer Liga auch heute noch.
Im Jahre 1978 kam er für einige Monate in die Vereinigten Staaten, wo er von den San Diego Sockers in der North American Soccer League, kurz NASL, ein lukratives Angebot erhielt, hierbei umgerechnet 10'000 Franken im Monat verdiente und ein, wie er es selbst beschrieb, fürstliches Leben führte. In einer kalifornischen Mall eröffnete Künzli während dieser Zeit eine kleine Bäckerei, in der er vor allem Glarner Pasteten vertrieb. Bei den Sockers kam er jedoch lediglich in zwei Ligapartien zum Einsatz und erzielte dabei einen Treffer. Noch im gleichen Jahr ging es zum Ligakonkurrenten Houston Hurricane, einem Franchise, das, wie auch die Sockers, zu dieser Zeit einen der schlechtesten Zuschauerschnitte der mit 24 Mannschaften besetzten Liga verzeichnete. Bei den Texanern kam er mit insgesamt acht Meisterschaftseinsätzen (zwei Treffer) zwar häufiger zum Einsatz, konnte aber auch hier keine Wunder bewirken, kehrte noch im selben Jahr wieder zu Lausanne-Sports zurück und beendete 1981 seine Profikarriere beim FC Young Fellows Zürich.

### Nationalmannschaft
Sein Debüt in der Nationalmannschaft gab er unter Trainer Alfredo Foni am 17. Oktober 1965 beim WM-Qualifikationsspiel in Amsterdam gegen Holland. Das zweite und dritte Spiel erlebte er bei der Fussball-Weltmeisterschaft 1966 in England gegen Deutschland und Argentinien. Sein erster Treffer gelang ihm bei der 2:4-Niederlage in Rumänien am 2. November 1966 beim Spiel in der Europameisterschafts-Qualifikation. Als der Schweiz in der EM-Gruppenphase 1968 am 24. Mai 1967 in Zürich ein 7:1-Sieg gegen Rumänien gelang, erzielte er wie Nati-Kollege Rolf Blättler zwei Treffer. Gegen den überlegenen Gruppensieger Italien erreichte die «Nati» am 18. November 1967 in Bern vor 53'137 Zuschauern ein 2:2-Remis. In der 69. Spielminute hatte Künzli mit einem sehenswerten Flugkopfball die Eidgenossen mit 2:1 in Führung gebracht. Luigi Riva erzielte mit einem verwandelten Foulelfmeter in der 84. Minute den Ausgleich. Wie seine Mannschaftskollegen Richard Dürr, Karl Odermatt und René-Pierre Quentin absolvierte Künzli alle sechs Gruppenspiele in der Europameisterschafts-Qualifikation 1968 und erzielte dabei fünf Tore. Seinen Abschied aus der «Nati» nahm er als Einwechselspieler am 16. November 1977 unter Nationaltrainer Roger Vonlanthen bei der 1:4-Niederlage in Stuttgart gegen Deutschland. Nach 44 Länderspielen mit 15 Toren waren seine internationalen Einsätze beendet.

### Privates
Bereits als Kind kam Künzli mehrmals knapp mit dem Leben davon. Als Kleinkind stürzte er aus dem ersten Stock und wurde von einem Passanten gefangen. Am 10. Februar 1961 überlebte der damals 15-Jährige im Skilager auf der Lenzerheide ein schweres Lawinenunglück, bei dem neun seiner Schulkameraden und der Lehrer von den Schneemassen begraben wurden und starben.
Nach seinem Karriereende führte Künzli mit seinem Möneli, wie er seine langjährige Lebensgefährtin nannte, in Zürich das Restaurant «Ochsen». Später war der Bonvivant für das Hotel «Baur au Lac» jahrelang als Weinvertreter unterwegs.
Fritz Künzli war über 40 Jahre mit der Sängerin und Schauspielerin Monika Kaelin liiert und ab 1985 einige Jahre mit ihr verheiratet. Die beiden blieben auch nach der Scheidung ein Paar. 2010 heirateten sie zum zweiten Mal. Im Jahre 2017 wurde bei Künzli Alzheimer und Demenz diagnostiziert. Nach mehreren Spitalaufenthalten und einer beidseitigen Leistenoperation kam er Ende Juni 2017 wieder zurück nach Hause. Im Sommer 2018 zog das Paar in eine kleine Wohnung in Cannes an der Côte d’Azur.
Am 22. Dezember 2019 starb Künzli etwas über zwei Wochen vor seinem 74. Geburtstag in der Klinik Hirslanden in Zürich.

### Trivia
Der FC Glarus ernannte Fritz Künzli aufgrund seiner Leistungen zum Freimitglied.